# 雌激素

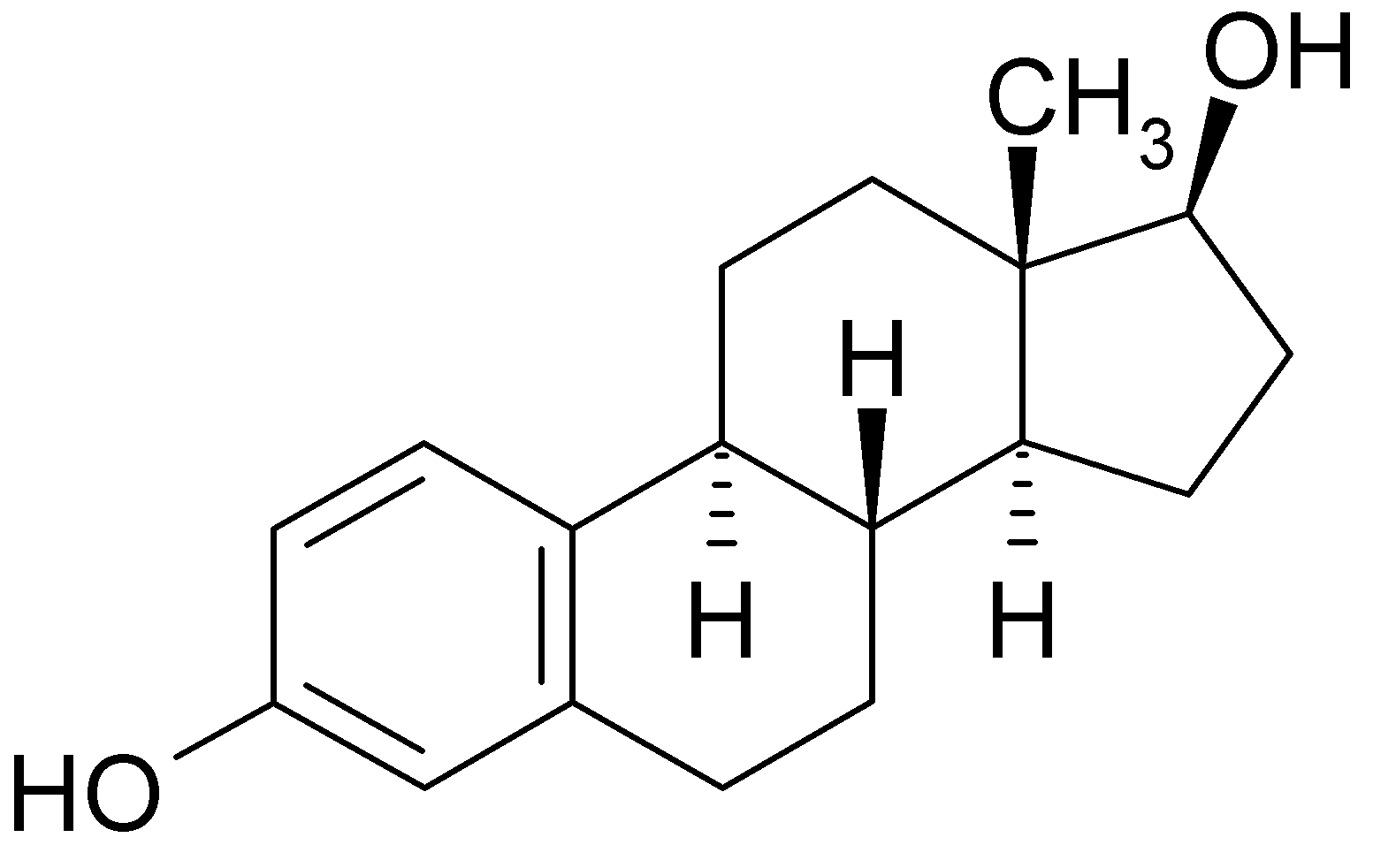
雌激素之中最重要的雌二醇

雌激素（英語：（英式）/（美式）），又稱動情素，是一類主要的女性荷爾蒙，包括雌酮、雌二醇等，當中雌二醇是最重要的雌激素。
雌激素主要由卵巢分泌，少量由肝、腎上腺皮質及乳房分泌。懷孕時，胎盤也可大量分泌。男性的睾丸也會分泌少量。

## 類型

### 類固醇
存在女性的天然雌激素有雌酮（estrone, E1）、雌二醇（estradiol, E2）、雌三醇（estriol, E3），在循環系統分別佔有10-20%、10-30%、60-80%。雖然雌三醇是含量最豐富的，但卻是作用最弱的雌激素，雌二醇的效力約是雌三醇的80倍。對於處在月經初潮到更年期前這段期間的未懷孕女性，雌二醇是最重要的雌激素。然而，對於懷孕女性，重要角色就轉換到雌三醇；而雌酮是更年期女性體內雌激素的主要形式。還有另外一個雌激素，雌四醇(estetrol, E4），只有在懷孕的時候才會出現。所有不同型態的雌激素都是芳香酶（aromatase）轉換雄激素而成，特別是睪酮（testosterone）和雄烯二酮（androstenedione）。
普立馬（Premarin），為常用的雌激素藥物，是從懷孕的母馬取得。它含有類固醇型式的雌激素，equilin和equilenin。

### 非類固醇
許多天然植物和合成的物質已經被確定擁有雌激素活性。

## 生物合成
雌激素主要是由卵巢、黃體及胎盤製造。促卵泡激素(FSH)刺激卵巢的粒层细胞合成雌激素。少量的雌激素也經由其他組織合成，如肝、腎上腺、乳房，這些少量的雌激素對於更年期女性尤其重要。另外，脂肪細胞也生產雌激素。合成雌激素是從卵巢內膜細胞開始，將膽固醇合成雄烯二醇。雄烯二醇有中等的雌激素活性，會穿或基底膜到達顆粒性細胞，接著會被轉換成雌酮或雌二醇。雌二醇的濃度隨著月經週期而有高低起伏，只有在排卵前才會有高濃度。

## 代谢
肝脏可以代谢雌激素，尤其是雌激素酮。肝病患者由于肝功能下降，血中雌激素浓度上升，呈现肝掌、蜘蛛痣等症状。

## 作用
雌激素在兒童期只有少量分泌；青春期後會大量增加，促進女性第一第二性徵的發育成熟：
- 女性生殖系統：雌激素促進輸卵管、子宮、陰道與女陰增大，陰道增厚，以及最重要的子宮內膜增厚。
- 乳房：雌激素可使脂肪堆積在乳房。但對於製造乳汁的乳房小葉和小泡無太大影響。無法將乳房完全轉化為乳汁的製造器官。此外，高劑量的雌激素醫學上可以做為退乳針，利用負回饋機制進行抑制。
- 骨骼：雌激素會使女性在青春期快速長高，而且早幾年停止長高。
- 脂肪：雌激素會使得皮下脂肪積量增加，並且使脂肪堆積在乳房與臀部。
- 血管：雌激素會使小动脉扩张，过度扩张的浅表小动脉呈现肝掌和蜘蛛痣等症状。

此外雌激素可以帮助清除细胞中的有毒化学物质，另外雌激素可以消除坏胆固醇，因此有助于保护心脏。

## 濃度
雌激素與其他幾種荷爾蒙會在月經週期中週期變化。

世系圖

卵巢濾泡會分泌雌激素。在濾泡未成熟時，雌激素濃度低，也會抑制另外幾個器官的激素，彼此有負回饋反應。等到濾泡逐漸成熟，雌激素增加，並且與另外幾種激素會變成正回饋反應。排卵之後，濾泡轉化成黃體，繼續分泌雌激素。如果沒有懷孕，這雌激素與黃體素的濃度達到一個高峰時會產生負迴饋的作用，恢復為低濃度，進入下一個月經週期。
如果有懷孕，則黃體素與雌激素會繼續維持高濃度。

## 雌激素管制
雌激素能有效治療禿頭、掉髮和內分泌調整等藥理功能，因此中華民國行政院衛生署（今 衛生福利部）在1986年核發了第一張雌激素的含藥化妝品証號，有此號才能在廣告宣稱有醫學療效。
歐美國家為了管制雌激素濫用的問題，進行分級。而台灣衛生福利部跟進後，公告了以下的法規，將雌激素從藥用化妝品升級成藥品進行管制。
- 2015年5月公告《我國化粧品添加雌激素類成分之管理規定》[4]
- 2015年11月公告《化粧品中禁止使用Estradiol、Estrone及Ethinyl estradiol成分草案》[5]。
- 2016年2月19日公告《化粧品中禁止使用Estradiol、Estrone及Ethinyl estradiol成分》，自公告日起禁止製造及輸入。2016年5月1日起，凡含有此類成分之化粧品，禁止販賣、供應或意圖販賣、供應而陳列[6]。

## 醫藥應用

### 口服避孕藥
雌激素會產生負回饋，減少循環中FSH和LH的濃度。大多數的避孕藥都含有合成的雌激素，通常會加上合成的黃體素（progestin）。
男性體內使LH濃度減少的負回饋也是由雌二醇產生，並非睪酮。

### 荷爾蒙補充療法
有越來越多的文章討論荷爾蒙療法，給予更年期婦女雌激素跟其他激素來預防骨質疏鬆症（osteoporosis）和其他的更年期症狀，如熱潮紅（Hot flashes）、陰道乾澀（vaginal dryness）、壓力性尿失禁（urinary stress incontinence）、怕冷（chilly sensations）、頭暈、疲勞、煩躁、出汗。對於更年期開始後三年內開始服用雌激素5-10年的女性，可以減少50-70％脊椎，手腕，臀部骨折，還有增加脊椎骨密度約5%。
在將conjugated equine estrogens的危險性釐清之前，標準治療是0.625 mg/day的conjugated equine estrogens（如，普馬林），然而，用conjugated equine estrogens治療有相當的風險。根據Women's Health Initiative（WHI）對於更年期女性服用conjugated equine estrogens的研究，口服conjugated equine estrogens做為赫爾蒙補充療法會增加血液凝集的風險。WHI的研究是用高口服劑量的conjugated equine estrogens（普力馬與醋酸甲孕酮作程的培美安）

### 前列腺癌
在某些情況下，雌激素可以用來治療前列腺癌。

### 其他
在人類和小鼠，雌激素會促進傷口癒合。能有效治療禿頭、掉髮。雌激素曾經拿來幫助長的過高的女性，減緩生長速度。
最近在進行的實驗有用雌激素來治療有暴食症的患者，這種疾病可能跟大腦中的荷爾蒙失調有關。另外，也有研究指出雌激素是個有效的藥物用於治療外傷性肝損傷。

## 雌二醇及其衍生物在畜牧業中的應用
為提高產奶量，中國國內使用雌二醇及其衍生物（苯甲酸雌二醇）使母畜度懷孕產奶或者治療母畜不孕症。具體方法是以母羊體重計算，每公斤每日每只肌肉注苯甲酸雌二醇0．1毫克，孕酮0．25毫克，分早、晚各1次，；連續注射7天。"根據業內人士的描述，催乳效果很好，"在黑龍江有人用技術，人工誘導16只奶山羊，结果全部泌乳，且在處理後發配種，受胎率達90％；山东膝州市乳品厂人工诱导69只空怀奶山羊泌乳，全部成功，平均最高日产奶1·8公斤，最高个体日产奶3．5公斤；新疆农垦有的农场，在羔羊哺乳期，对空胎母绵羊实施人工泌乳，用以充当保姆羊，也收到了很好的效果。" 同时有实验证明苯甲酸雌二醇能诱导奶牛泌乳，并极大促进其产奶量，据称"比处理前的3.15 kg增加了7.95 kg"对在包括雌二醇在内的雌激素在产奶环节的使用，中国乳制品工业协会理事长宋昆冈予以否认他认为"添加“雌激素”不仅不能达到[增加经济效益的]目的，反而还会增加成本。"
在2010年8月爆发的喝圣元奶粉的女童早熟事件中，公众怀疑女童早熟很可能与在畜牧业中使用使用雌激素有关。而关于是否在婴儿奶粉中允许检出雌激素，中国国内没有明确的说法。2010年8月10日，中国卫生部新闻发言人邓海华针对记者关于圣元奶粉事件的提问时表示，奶粉裡不允许检出雌激素，世界上也是不允许的"。然而，曾参加武汉三名性早熟儿童会诊的中国儿科内分专家梁黎称;"按照国外论文的结论，无论是奶粉还是牛奶、母乳，都含雌激素，如果最后的检测结果一点都没有，那是不可能的。"。中国乳制品工业协会理事长宋昆冈也认为"雌激素含量在正常范围内的配方乳粉，应不会对消费者造成伤害"。但是在说明动物性食品中性激素残留对人体的危害时，一份公开的培训文件中明确提到"雌性激素能引起女性早熟、男性女性化" 。
中华人民共和国农业部2002年9月4日发布的第193号公告第19条中禁止在所有食品动物中使用雌二醇促进生长。而用雌二醇对母畜诱导泌乳，即不怀孕产奶不属于「促生长」范畴，因此不属于违法。

### 引用
1. ↑  Håkonsen LB, Thulstrup AM, Aggerholm AS, Olsen J, Bonde JP, Andersen CY, Bungum M, Ernst EH, Hansen ML, Ernst EH, Ramlau-Hansen CH. . Reproductive Health. 2011, 8 (1): 24. PMC 3177768 . PMID 21849026. doi:10.1186/1742-4755-8-24.
2. ↑  .   [2022-08-24]. （原始内容存档于2022-10-08）.
3. ↑  合法使用雌激素廠商名單連結[永久]
4. ↑  .   [2015-11-12]. （原始内容存档于2021-02-25）.
5. ↑  .   [2015-11-12]. （原始内容存档于2021-02-25）.
6. ↑  .   [2016-03-25]. （原始内容存档于2021-02-25）.
7. ↑  http://www.rouyang.org/2010/0801/2024.html%5B%5D
8. ↑  .   [2010-08-13]. （原始内容存档于2010-04-08）.
9. ↑  .   [2010-08-14]. （原始内容存档于2020-05-18）.
10. ↑  .   [2010-08-13]. （原始内容存档于2016-10-31）.
11. ↑  新京报，2010年8月14日，http://news.163.com/10/0814/01/6E0TG0NO00014AED.html （页面存档备份，存于）
12. ↑  .   [2010-08-14]. （原始内容存档于2013-12-15）.

### 书籍
- 《蓋統生理學》，第六版，華杏出版